# Camelot (comédie musicale)
Pour les articles homonymes, voir Camelot (homonymie).

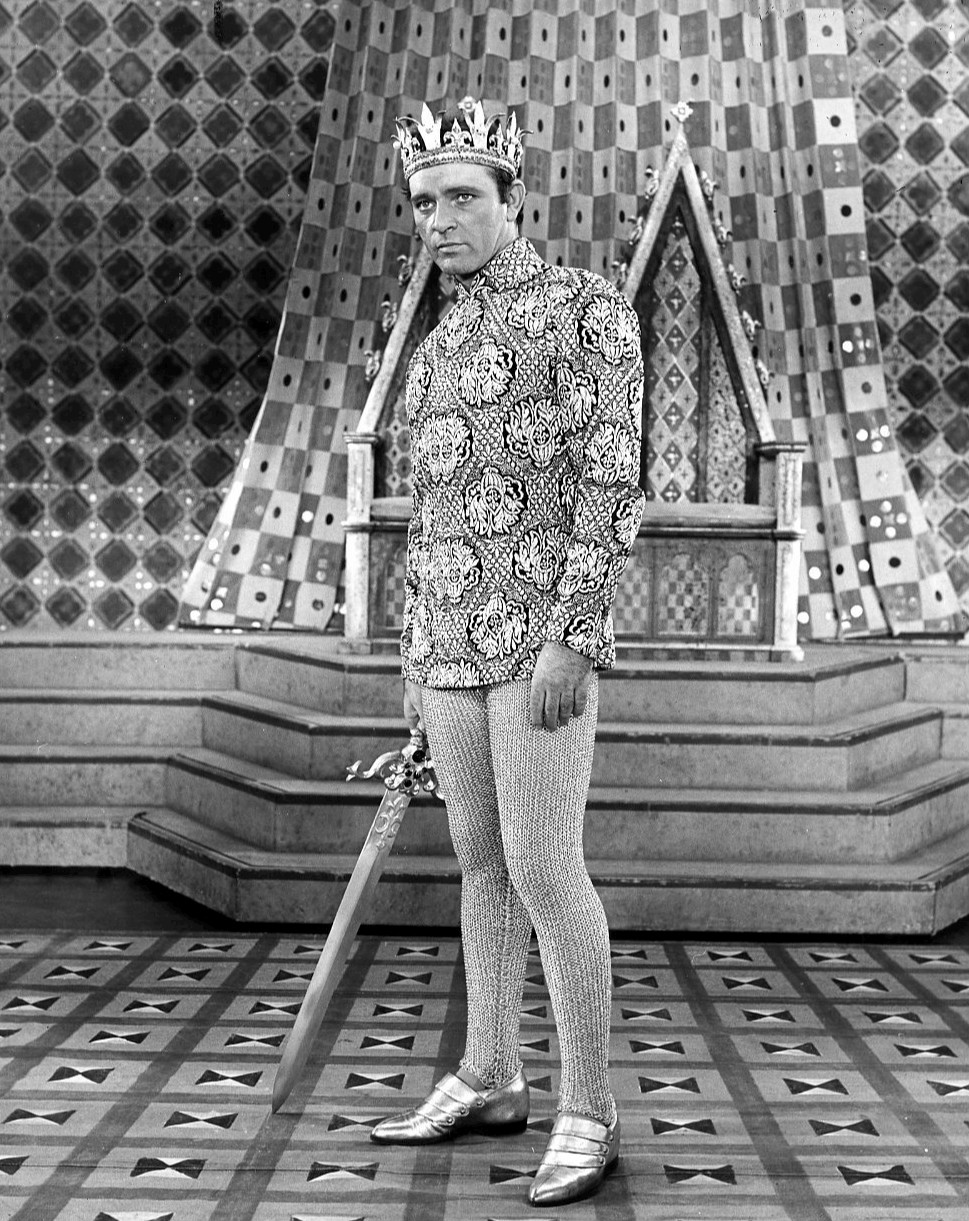
Richard Burton

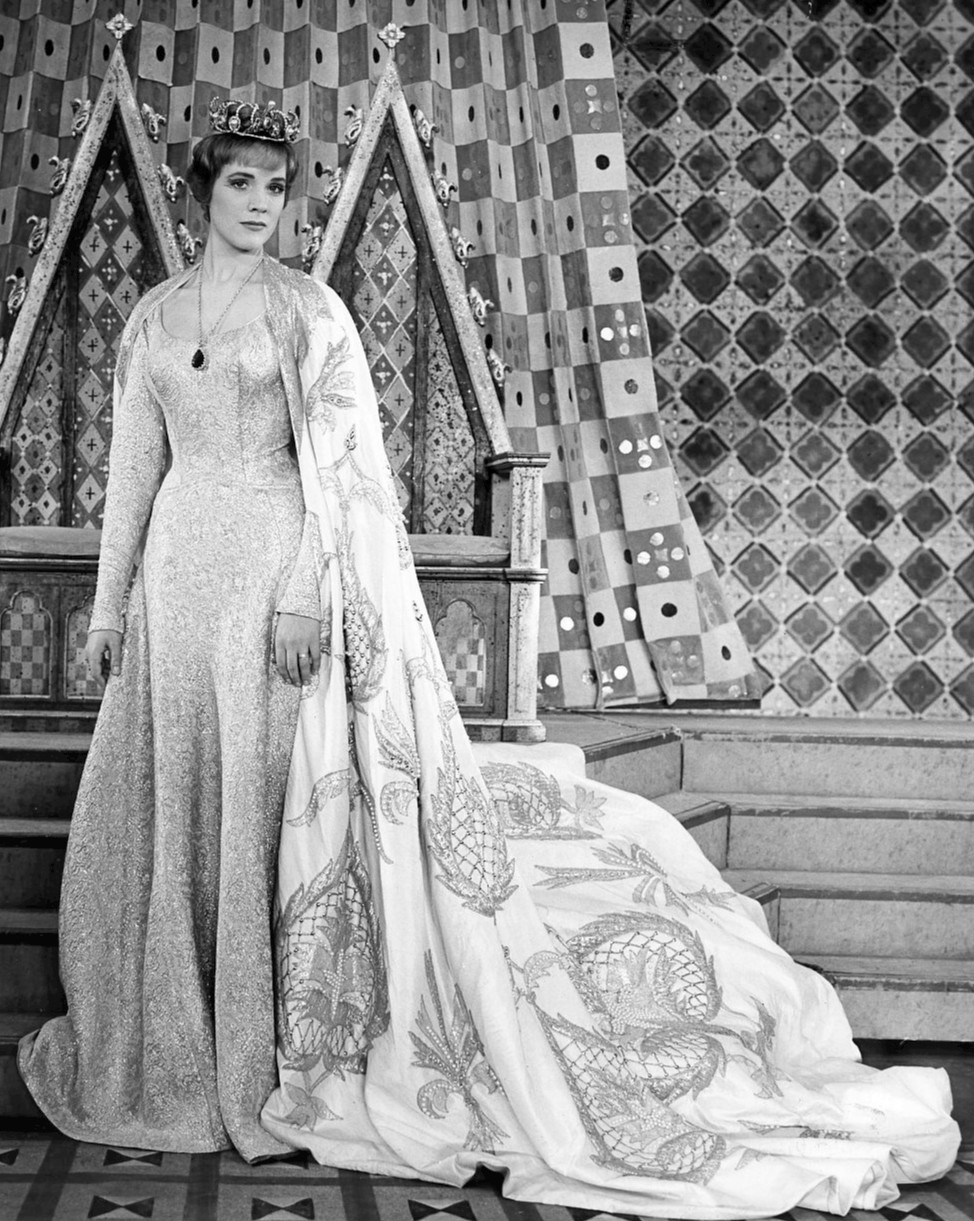
Julie Andrews

Camelot est une comédie musicale américaine d'Alan Jay Lerner et Frederick Loewe, inspirée de la légende arthurienne et créée à Broadway en 1960.

## Argument
Acte I

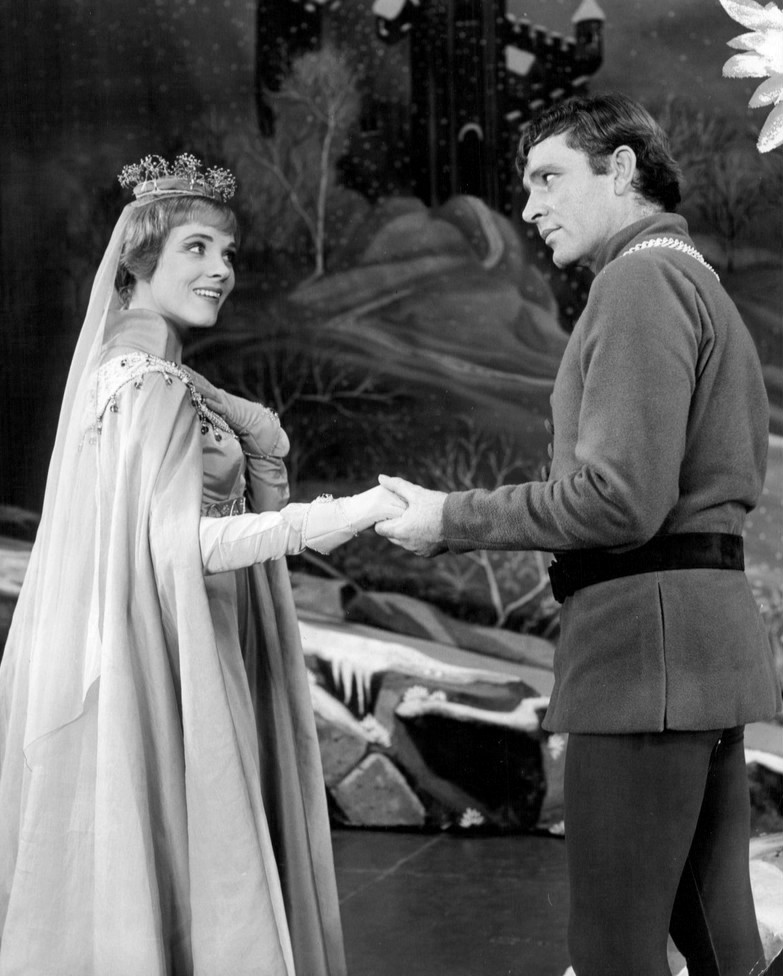
Julie Andrews (Guenièvre) et Richard Burton (roi Arthur) dans Camelot, à Broadway.

Le jeune Arthur, conseillé par Merlin, se prépare à devenir roi et épouse bientôt Guenièvre. Puis, dans son domaine royal de Camelot, il crée l'ordre des Chevaliers de la Table ronde. Cinq ans plus tard, Lancelot se joint à eux, mais il est partagé entre sa loyauté au roi et son amour pour la reine...
Acte II
De nombreuses années ont passé. Mordred, fils illégitime d'Arthur, complote contre son père avec la complicité de la fée Morgane. Guenièvre est jugée coupable d'infidélité et Lancelot s'exile en France. Pendant qu'Arthur le poursuit, Mordred décime l'ordre chevaleresque ; le roi, revenu en Angleterre et ayant pardonné aux deux amants, se prépare à l'ultime bataille, avant laquelle il adoube chevalier le jeune Tom de Warwick et le charge de transmettre les idéaux de la Table ronde...

## Fiche technique
- Titre original : Camelot
- Livret et lyrics : Alan Jay Lerner, d'après The Once and Future King (en) de Terence Hanbury White
- Musique : Frederick Loewe
- Mise en scène : Moss Hart[1]
- Chorégraphie : Hanya Holm
- Direction musicale : Franz Allers
- Orchestrations : Robert Russell Bennett et Philip J. Lang
- Arrangements : Trude Rittmann (en)
- Décors : Oliver Smith
- Costumes : Adrian[2] et Tony Duquette
- Lumières : Abe Feder
- Production : Alan Jay Lerner, Frederick Loewe et Moss Hart
- Date de la première représentation : 3 décembre 1960 au Majestic Theatre
- Date de la dernière représentation : 5 janvier 1963
- Nombre de représentations consécutives : 873

## Distribution originale
- Richard Burton : le roi Arthur
- Julie Andrews : la reine Guenièvre
- Robert Goulet : Lancelot du lac
- Robert Coote : le roi Pellinore
- Roddy McDowall : Mordred
- M'el Dowd : la fée Morgane
- David Hurst (en) : Merlin
- Marjorie Smith : Nimue
- Bruce Yarnell : Sir Lionel
- John Cullum[3] : Sir Dinadan
- Jack Dabdoub : Sir Gwillian
- James Gannon : Sir Sagramor
- Michael Kermoyan : Sir Ozanna
- Virginia Allen : Lady Catherine
- Christina Gillespie : Lady Anne
- Michael Clarke-Laurence : Dap
- Richard Kuch : Clarius
- Robin Stewart : Tom de Warwick

Et parmi les acteurs ayant effectué des remplacements en cours de production :
- Kathryn Grayson : Guenièvre (1962)
- Janet Pavek : Guenièvre (1962-1963)
- Arthur Treacher : Pellinore (1962-1963)

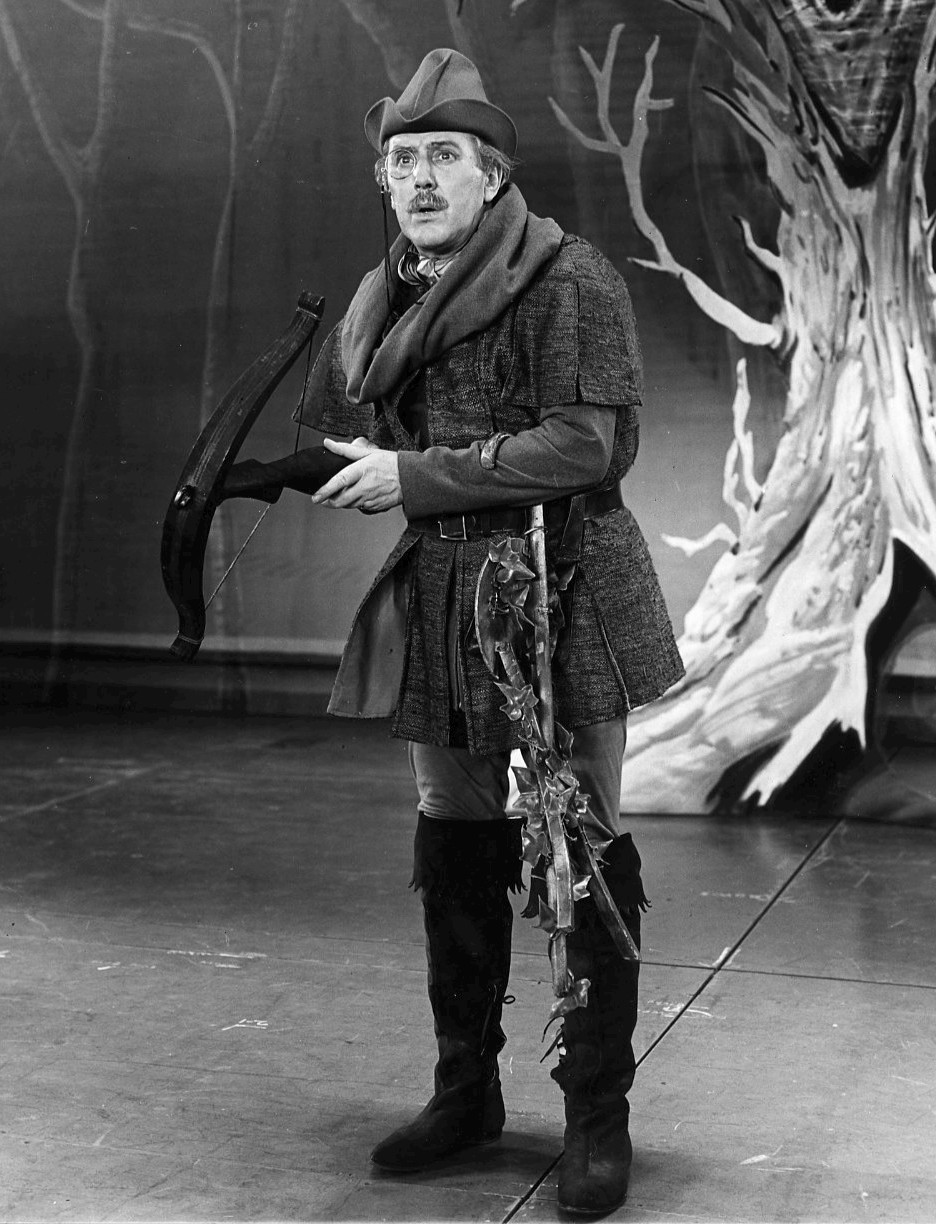
Robert Coote (1960)
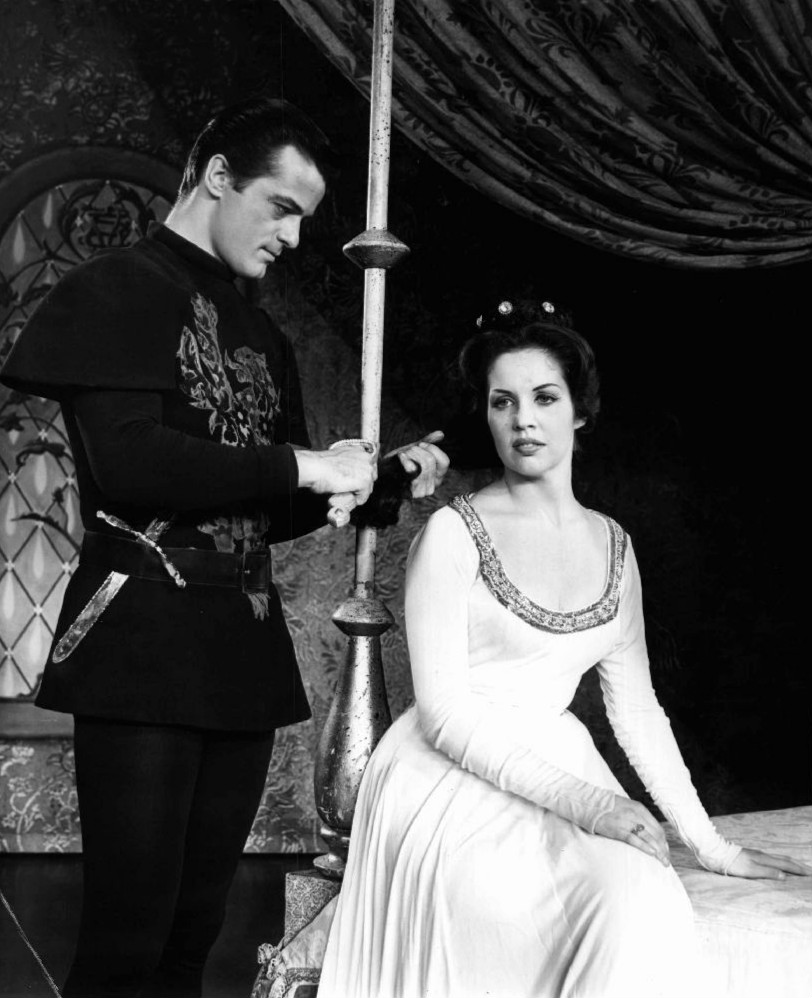
Robert Goulet et Janek Pavek (1962)
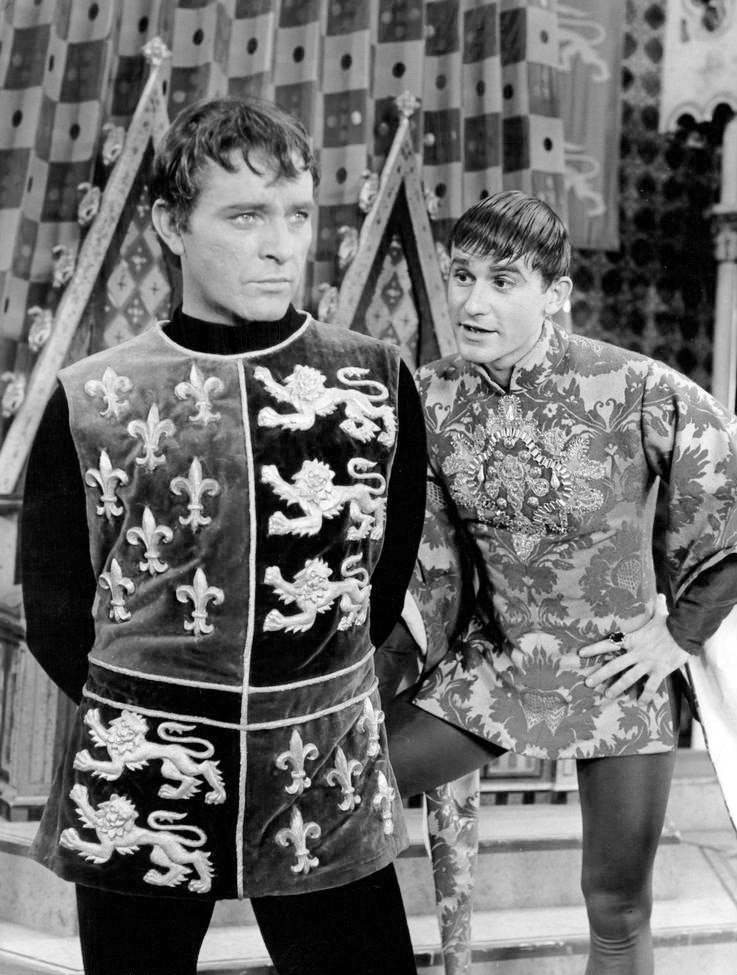
Richard Burton et Roddy McDowall (1963)
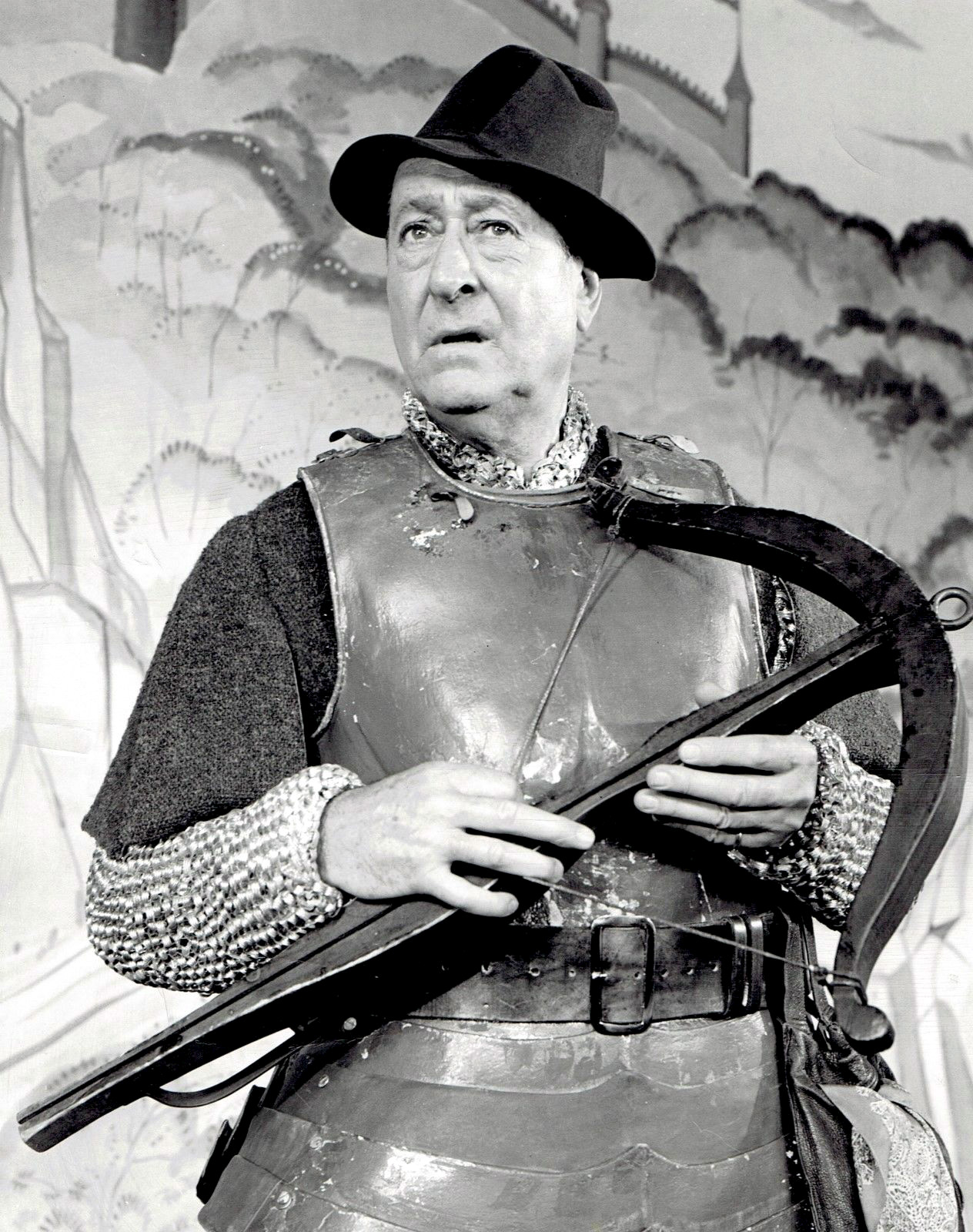
Arthur Treacher (1963)

## Numéros musicaux
Songs, excepté le premier numéro.
| Acte I - Ouverture and March (instr.) - I Wonder What the King Is Doing Tonight - Arthur - The Simple Joys of Maidenhood - Guenièvre - Camelot - Arthur - Camelot (reprise) - Arthur et Guenièvre - Follow Me - Nimue - C'est moi - Lancelot - The Lusty Month of May - Guenièvre et ensemble - Then You May Take Me To the Fair - Guenièvre, Sir Lionel, Sir Sagramor et Sir Dinadan - How To Handle a Woman - Arthur - The Jousts- Arthur, Guenièvre et ensemble - Before I Gaze at You Again - Guenièvre | Acte II - If Ever I Would Leave You - Lancelot - The Seven Deadly Virtues - Mordred - What Do the Simple Folk Do ? - Arthur et Guenièvre - The Persuasion - Mordred et Morgane - Fie on Goodness ! - Mordred et les chevaliers - I Loved You Once in Silence - Guenièvre - Guenièvre - Ensemble - Camelot (reprise) - Arthur |

## Distinctions

### Récompenses
- Tony Awards1961 :
  - Meilleur acteur dans une comédie musicale pour Richard Burton ;
  - Meilleurs décors d'une comédie musicale pour Oliver Smith ;
  - Meilleurs costumes d'une comédie musicale pour Adrian (à titre posthume) et Tony Duquette ;
  - Meilleur chef d'orchestre d'une comédie musicale pour Franz Allers.
- Theatre World Awards 1961 pour Robert Goulet.
- Grammy Hall of Fame Award pour la distribution originale reçu en 2006[5].

## Reprises principales
- 1963 : en tournée aux États-Unis, avec Kathryn Grayson (Guenièvre) et William Squire, puis Louis Hayward (Arthur) ;
- 1964 : au Théâtre Royal de Drury Lane à Londres, avec Elizabeth Larner et Laurence Harvey (518 représentations) ;
- 1980 : au New York State Theatre (Broadway), avec Christine Ebersole (Guenièvre) et Richard Burton ;
- 1981-1982 : au Winter Garden Theatre (Broadway), avec Meg Bussert et Richard Harris ;
- 1993 : au George Gershwin Theatre (Broadway), avec Patricia Kies et Robert Goulet ;
- 2007-2008 : en tournée aux États-Unis, avec Rachel York et Michael York, puis Lou Diamond Phillips.

## Adaptation au cinéma
- 1967 : Camelot de Joshua Logan, avec Vanessa Redgrave et Richard Harris

## Autour de la pièce
- Alan Jay Lerner et Frederick Loewe ont conçu le rôle de Guenièvre pour Julie Andrews qui avait créé avec succès Eliza Doolittle dans leur comédie musicale My Fair Lady quatre ans plus tôt. La Warner Bros. l'écartera pourtant de l'adaptation cinématographique en 1964, tout comme elle le sera de celle de Camelot au profit d'actrices non chanteuses.
- Comme celui du professeur Higgins (créé par Rex Harrison) dans My Fair Lady, le rôle d'Arthur est en revanche destiné à un comédien non chanteur, ses airs étant conçus sur le principe du parlé-chanté.